# Jacek Kowalski (samorządowiec)
Jacek Wojciech Kowalski (ur. 25 lutego 1950 w Gnieźnie) – polski samorządowiec, prezydent Gniezna w latach 2006–2014.

## Życiorys
Ukończył zootechnikę w Akademii Rolniczej w Poznaniu oraz studia podyplomowe w Akademii Rolniczo-Technicznej w Olsztynie. Kierował różnymi podmiotami gospodarczymi, zaangażował się w działalność Związku Ochotniczych Straży Pożarnych RP i Sojuszu Lewicy Demokratycznej. Był radnym powiatu gnieźnieńskiego. Pełnił funkcję wicestarosty, a w latach 2002–2006 starosty gnieźnieńskiego.
W 2006 wygrał wybory na urząd prezydenta Gniezna, pokonując dotychczas zajmującego to stanowisko Jaromira Dziela. W 2010 uzyskał reelekcję w pierwszej turze. W 2014 bez powodzenia ubiegał się o wybór na trzecią kadencję, przegrywając w pierwszej turze. Uzyskał natomiast mandat radnego powiatu, który utrzymał także w 2018.
W 2002 otrzymał Złoty Krzyż Zasługi, a w 2013 odznakę „Za Wybitne Zasługi dla Związku Kombatantów RP i Byłych Więźniów Politycznych”.